# Jeff Brooks
Jeffrey Brooks (Louisville, 12 de junho de 1989) é um basquetebolista profissional estadunidense, atualmente joga no Olimpia Milano. O atleta que joga na posição armador possui 1,91m de altura e pesa 84kg.